# .sm
.smは国別コードトップレベルドメイン（ccTLD）の一つで、サンマリノに割り当てられている。